# Jacqueline Mayence-Goossens
Jacqueline Goossens (Aarschot, 14 september 1932) was een Belgische politica voor de PRL.

## Levensloop
Licentiaat in de politieke en diplomatieke wetenschappen aan de UCL, trouwde ze met advocaat Philippe Mayence (1934-2000). Ze kregen twee zoons: de vroeg overleden advocaat Baudouin Mayence en assisenpleiter Jean-Philippe Mayence.
In 1976 werd ze voor de PRL verkozen tot gemeenteraadslid van Charleroi: een mandaat dat ze van 1977 tot 1988 en van 1995 tot 2000 uitoefende.
Voor de PRL zetelde ze van 1978 tot 1999 in de Belgische Senaat als rechtstreeks gekozen senator voor het arrondissement Charleroi-Thuin (1978-1995) en de Franstalige taalgroep (1995-1999). Van 1980 tot 1995 zetelde hij hierdoor ook in de Waalse Gewestraad en de Raad van de Franse Gemeenschap. Van 1986 tot 1990 was ze ondervoorzitter van de PRL.
Van 1981 tot 1985 was ze bovendien minister: van 1981 tot 1983 was ze staatssecretaris voor Ontwikkelingssamenwerking in de federale regering en van 1983 tot 1985 was zij minister van Huisvesting en Informatica in de Waalse Regering.
In mei 1995 werd ze benoemd tot grootofficier in de Leopoldsorde.